# تشارلي إيد
تشارلي إيد (بالإنجليزية: Charlie Ide)‏ هو لاعب كرة قدم بريطاني في مركز الهجوم، ولد في 10 مايو 1988 في Sunbury-on-Thames ‏ في المملكة المتحدة. لعب مع نادي بروملي ونادي برينتفورد ونادي ليويس.

## وصلات خارجية
- تشارلي إيد على موقع قاعدة بيانات كرة القدم.إي يو (الإنجليزية)
- تشارلي إيد على موقع Soccerbase.com (لاعب) (الإنجليزية)